# 鈴木其一
鈴木 其一（すずき きいつ、男性、寛政7年（1795年） - 安政5年9月10日（1858年10月16日））は、江戸時代後期の絵師。江戸琳派の祖・酒井抱一の弟子で、その最も著名な事実上の後継者である。もと氏は西村、一説には山本。諱は元長、字は子淵。其一は号で、のちに通称にも使用した。別号に噲々、菁々、必庵、鋤雲、祝琳斎、為三堂、鶯巣など。近代に通じる都会的洗練化と理知的な装飾性が際立ち、近代日本画の先駆的な絵師とみなされている。

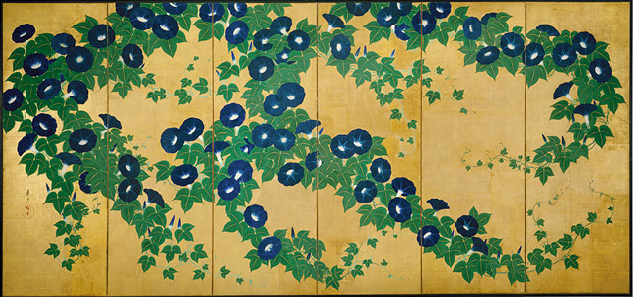
『朝顔図屏風』左隻

| 『夏秋渓流図』重要文化財 根津美術館蔵 |  | 『夏秋渓流図』重要文化財 根津美術館蔵 |
| 『夏秋渓流図』重要文化財 根津美術館蔵 |  |                                       |

## 伝記

### 生い立ち
其一の生い立ちは不確かなことが多い。中野其明『尾形流略印譜』や『東洋美術大鑑』など近代以降、弟子の談話などの資料を根拠とした説では中橋（現在のブリヂストン美術館周辺）で、近江出身の紫染めを創始したと言われる紺屋の息子として寛政８年４月に誕生し、兄弟子鈴木蠣潭（れいたん、通称・藤之進、のち藤兵衛）の病死後、蠣潭の姉りよを妻として鈴木家の婿養子になったとされる。一方、『姫陽秘鑑』に収録される文化14年（1817年）７月付の養父蠣潭の名跡養子願には幕臣水野勝之助の家来、飯田藤右衛門厄介の甥で蠣潭母方の遠縁、西村為三郎として武士階級であるように登場し、年齢も23歳、結婚相手も妹になっている。このうち、年齢は其一自身の作品、「牡丹図」の落款と「菊慈童図」の箱書きから文化14年時点で23歳、寛政7年の誕生であることは確かとみられ、結婚相手も論理・法律上の観点から妹である可能性が高いとみられている（姉と結婚すると義兄になるため、名跡を継ぐためとは言え弟の養子にはなれない）。其一は子供のころから抱一に弟子入りし、文化10年（1813年）に内弟子になったとされている。文化14年には前述のとおり兄弟子であった蠣潭の急病死のあと、婿養子として鈴木家の家督を継いだ。『東洋美術大鑑』は其一の俸禄を150人扶持であったと記述するが、これには早くから疑問が呈せられ、松下高徐『摘古採要五編』にみえる酒井家士時代の9人扶持、養父蠣潭の13人扶持と比較しても再考が必要と指摘されている。

### 画風準備期・草体落款時代
年記がある其一の作品は少ないが、落款の変遷から画風展開を追うのが普通である。抱一在世中は、抱一から譲られた号である「庭拍子」、または「其一筆」とだけ記す草書落款が多い。この時期は、抱一の住居「雨華庵」の筋向いに住み、身の回りの世話をしながら彼に学び、個性を顕わにしていく画風準備期とされる。ミシガン大学所蔵の「抱一書状巻」によると、其一はしばしば師の代筆を担当したらしく、抱一作品の中には其一筆と酷似した物も見られる。抱一からは、茶道や俳諧も学び、「鴬巣」の俳号をもち、亀田鵬斎や大田南畝らと交わり、彼らの讃をもつ初期作品も少なくない。文政8年（1825年）西村貌庵が著し、抱一が序を寄せた『花街漫録』の挿絵を描いており、他にも10点ほどの版本挿絵が知られる。

### 画風高揚期・噲々（かいかい）落款時代
其一は抱一の四十九日を過ぎてすぐ、文政12（1829年）2月に願い出て、それまでの家禄を返上する代わりに一代画師となった。普通なら姫路藩士として通常の勤務に戻るのが通例であるが、一代画師を選択したのに其一の特異性をみる意見もある。5人扶持・絵具料5両を受け、同時に剃髪し、天保3年（1832年）11月には絵具料を改定されて、9人扶持となる。翌年京都土佐家への絵画修業を名目に50日の休暇を申し出て、2月13日から11月にかけて西遊する。この時の日記『癸巳西遊日記』が、京都大学附属図書館谷村文庫に残されている。其一は、古い社寺を訪ね回り古書画の学習に励むなかで師の影響を脱し、独自の先鋭で近代的な画風へ転換していく。落款も「噲々其一筆」などと記す、いわゆる噲々落款に改め、この後10年程用いた。「噲々」とは『詩経』小雅が出典で、「寛く明らかなさま」「快いさま」を意味する。天保12年（1841年）から弘化3年（1846年）にかけて、抱一が出版した『光琳百図』の版木が焼けてしまったため、其一が複製して再出版している。その制作過程における、宗達や光琳作品の図様や構成法の再学習は、この後の画風に影響を与えたと見られる。天保13年（1842年）の『広益諸家人名録』には其一ではなく、息子守一の名が記されていて、その頃既に家督を譲っていたのではないかと推定されているが、当時の人名録には当主だけではなく隠居、兄弟、子女も掲載される例は多数あり、別の事情により其一は選外になったとみる向きもある。

### 画風円熟期・菁々（せいせい）落款時代

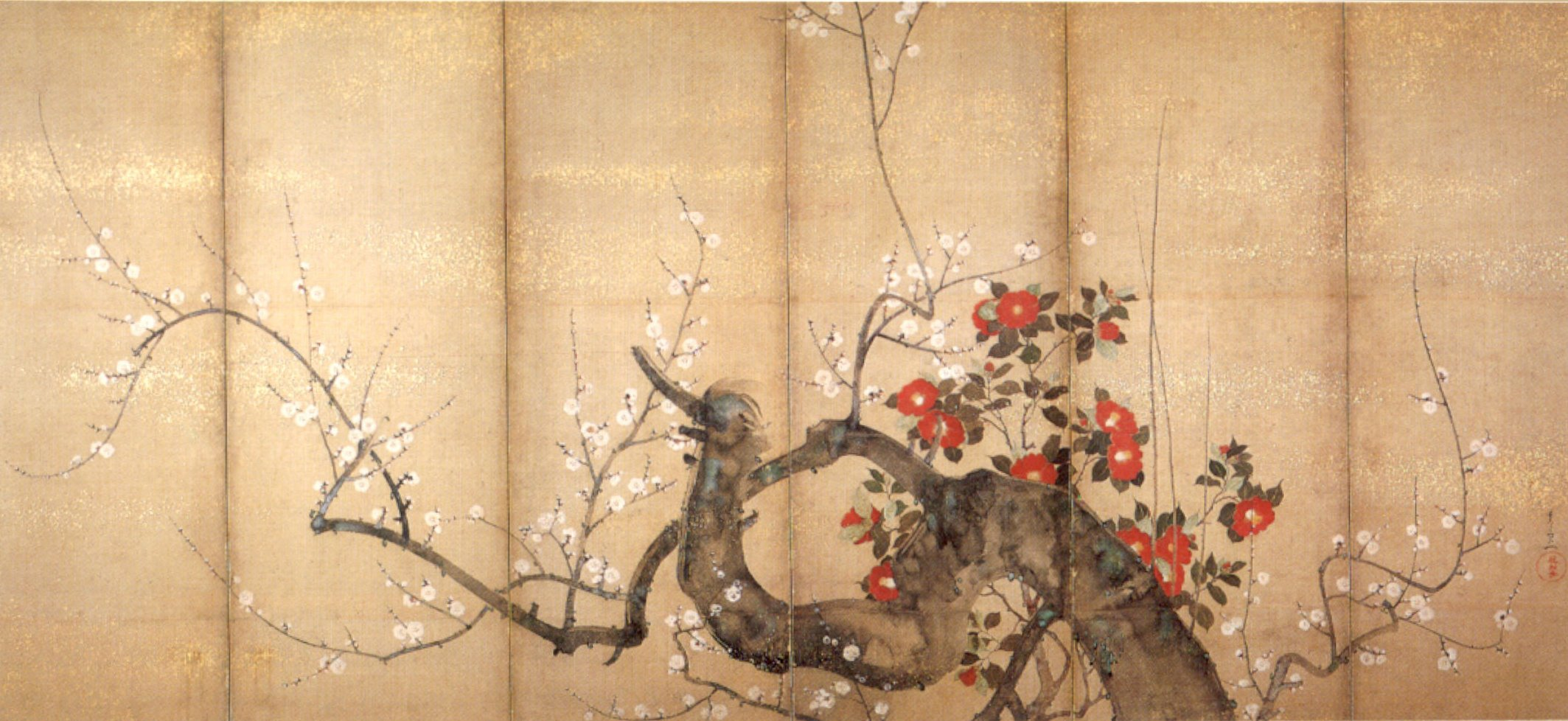
『梅椿図屏風』（Flowering Plum and Camellia） ホノルル美術館所蔵 1850年頃

弘化元年（1844年）頃からは、「菁々其一」と号を改めた菁々落款に変わる。「菁々」も『詩経』小雅にあり、「盛んなさま」「茂盛なさま」を指し、転じて人材を育成することを意味する。明らかに光琳の号「青々」も踏まえており、この改号には、師抱一を飛び越えて光琳を射程としつつ、次なる段階に進み、自ら後進を育てようと目論む其一の意欲が窺える。その作風は再び琳派の伝統に回帰する一方で、其一の個性的造形性が更に純化する傾向が混在したまま完成度を高め、ある種の幻想的な画趣を帯びるようになった。ただし、晩年には工房作とおぼしき其一らしからぬ凡庸な作品が少なからず残り、師・抱一と同様、其一も弟子に代作させたと見られる。また、酒井忠学に嫁いだ徳川家斉の娘喜代姫の厚遇により、酒井家の医師格、つまり御用絵師となり別に30人扶持を賜ったとする説があるが、信頼できる一次資料にはない。安政5年、64歳で没する。死因は当時流行したコレラともいわれる。法名は菁々院元譽其一居士。浄土宗の浅草松葉町正法寺に葬られたが、同寺は関東大震災で中野区沼袋に移転し、其一の墓もそこに現存している。

## 作風と系譜

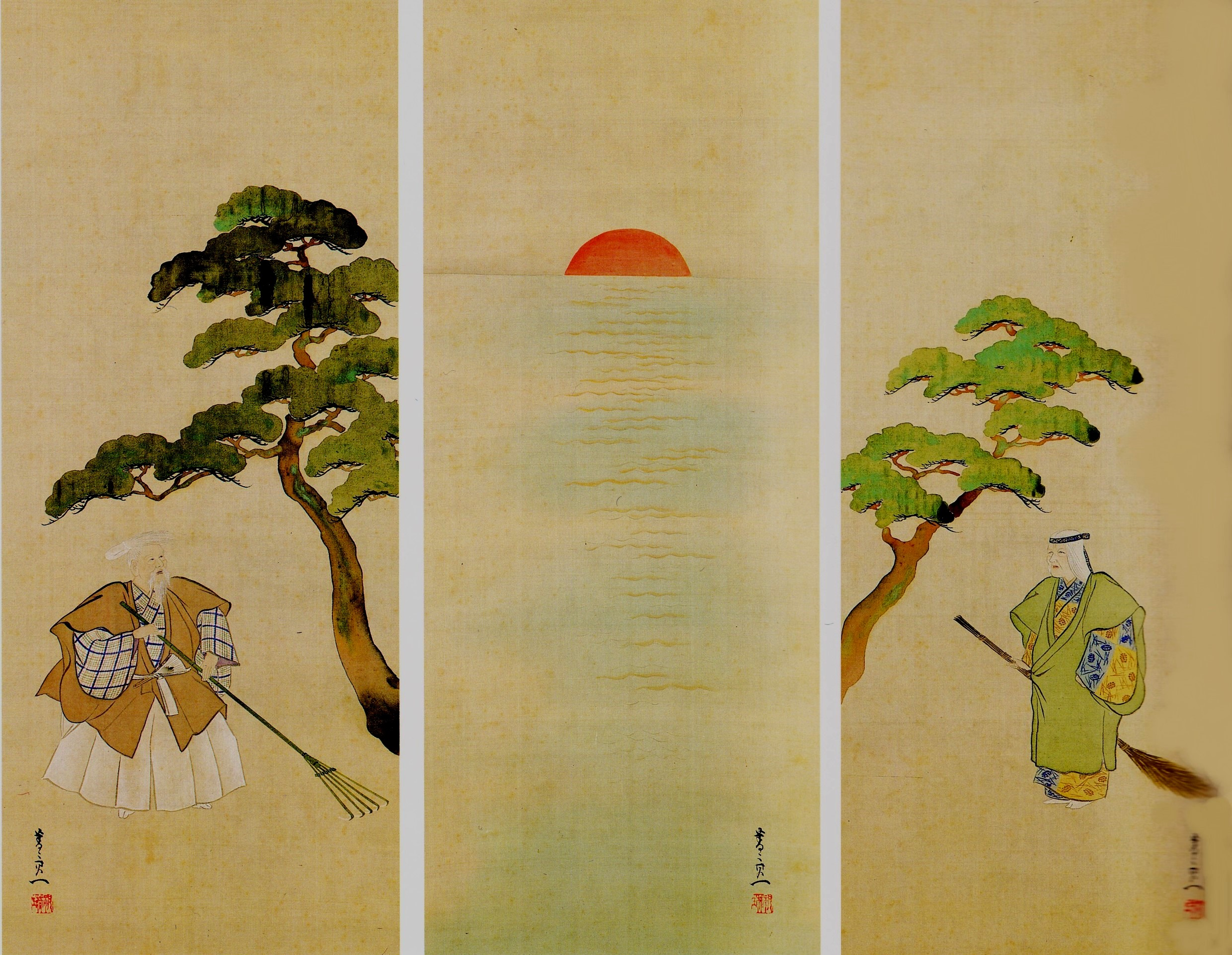
『高砂』

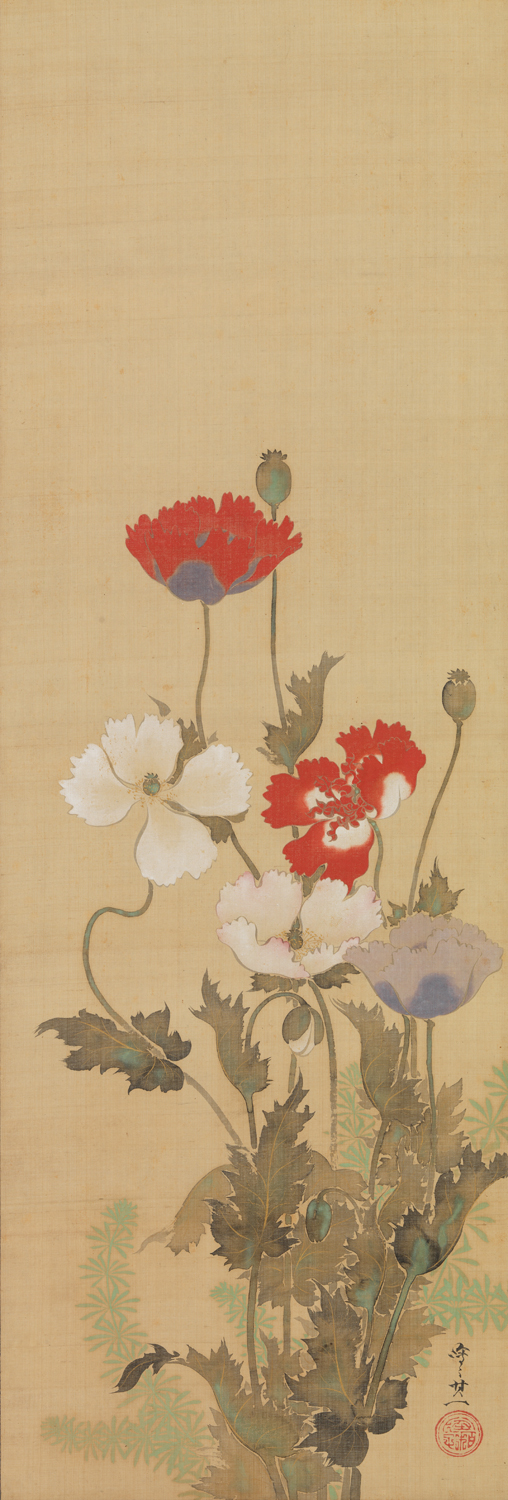
『芥子図』

高い描写力に裏打ちされた明快な色彩と構図、驚きや面白みを潜ませる機知的な趣向は、敢えて余情を配するかのような理知的な画風を特徴付けている。琳派の掉尾を飾るとも評されるが、美人画や風俗画などの単に琳派や抱一様式に収まらない、個性的な要素を多く含んでいる。描き方も、本来は仏画に用いる技法である表具にも絵を施す「絵描装（描表装）」をしばしば用い、本紙の絵に多様なデザインを取り合わせ、時に本紙の中に侵入するだまし絵のような効果を与えている。こうした肉筆画の一方、其一は狂歌本挿絵や狂歌摺物、団扇絵版錦絵や千代紙といった版下絵の仕事も積極的にこなしている。
雅趣豊かな抱一の作風とは対照的に、硬質で野卑とも言うべき感覚を盛り込んだ其一の作品は、長く国内の評価が低迷し、作品の流失と研究の立ち遅れを余儀なくされた。しかし、近年の所謂「奇想の絵師」達の評価見直しが進むに連れて、琳派史上に異彩を放つ絵師として注目を集めつつある。平成20年（2008年）東京国立博物館で開かれた『大琳派展』では、宗達・光琳・抱一に並んで其一も大きく取り上げられ、琳派第4の大家として認知されつつある。
息子に、同じく琳派の絵師となった長男鈴木守一、起立工商会社で細密な図案を多く残した次男鈴木誠一がいるが、絵師としては父に及ばなかった。弟子に村越其栄、市川其融、稲垣其達、中野其明、中野其豊、村松其翠、など。また、幕末明初の絵師・河鍋暁斎は其一の次女を最初の妻にしている。これは其一の長女が、暁斎の父と同じ御茶の水定火消の与力海津某に嫁いでおり、その縁によるものだったというが、共に本来の画域以外にも関心を示す姿勢を持っていたことは共通している。

## 代表作
| 作品名                         | 画像 | 技法                       | 形状・員数 | 寸法（縦x横cm）          | 所有者                               | 年代                 | 落款                                           | 印章                                                              | 備考 |
| ------------------------------ | ---- | -------------------------- | ---------- | ------------------------ | ------------------------------------ | -------------------- | ---------------------------------------------- | ----------------------------------------------------------------- | --- |
| 雪月花三美人図                 |      | 絹本著色                   | 三幅対     | 96.4x32.2（各）          | 静嘉堂文庫                           |                      | 無                                             | 「其弌」朱文方印                                                  | 抱一賛 |
| 吉原大門図                     |      | 絹本著色                   | 1幅        | 48.9x63.6                | 個人（ニューオータニ美術館旧蔵）     |                      | 「其一戯畫」                                   | 「毀誉不動」の朱文印（八角）                                      | |
| 群鶴図屏風                     |      | 紙本金地著色               | ニ曲一双   | 164.8x175.0（各）        | ファインバーグコレクション           |                      | 「其一太冲筆」                                 | 「鋤雲」朱文円印                                                  | |
| 河合寸翁像                     |      | 絹本著色                   | 1幅        | 133.5x59.5               | 姫路市立城郭研究室                   | 1837年（天保8年）    | 無                                             | 無                                                                | 無款だが箱書から其一の作だとわかる。                                                                                               |
| 漁樵図屏風                     |      | 紙本著色                   | 六曲一双   |                          | エツコ＆ジョー・プライスコレクション |                      |                                                |                                                                   | |
| 風神雷神図                     |      | 絹本著色                   | 襖8面      | 168.0x115.5（各）        | 東京富士美術館                       |                      | 「祝琳齋其一」                                 | 「嚇々」朱文円印                                                  | |
| 萩月図襖                       |      | 絹本著色                   | 襖4面      | 168.8x68.5（各）         | 東京富士美術館                       |                      | 「噲々其一筆」                                 | 「元長」朱文壺印                                                  | |
| 夏秋渓流図                     |      | 紙本金地著色               | 六曲一双   | 166.4x363.3（各）        | 根津美術館                           | 天保年間末頃         | 「噲々其一」                                   | 「祝琳」朱文方印                                                  | 重要文化財（2020年指定）。其一最大のパトロンだった大店の蝋油問屋、松澤家（屋号・大坂屋）孫八の家に伝来。                           |
| 白椿に薄図屏風                 |      | 紙本金地著色・紙本銀地墨画 | 二曲一双   | 152x167.6（各）          | フリーア美術館                       |                      | 「噲々其一」                                   | 「祝琳斎」朱文円印                                                | 元は二曲一隻裏表を二曲一双に改装。                                                                                                 |
| 芒野図屏風                     |      | 紙本銀地墨画               | 二曲一隻   | 144.2x165.6              | 千葉市美術館                         |                      | 無                                             | 「為三堂」朱文瓢印・「其壱」朱文二重円印                          | |
| 迦陵頻図絵馬                   |      | 板絵金地著色               | 絵馬1面    | 129.0x194.0              | 浅草寺                               | 1841年（天保12年）   | 「噲々其一」                                   | 「為三堂」朱文瓢印                                                | |
| 百鳥百獣図                     |      | 絹本著色                   | 双幅       |                          | サンアントニオ美術館                 | 1843年（天保14年）   |                                                |                                                                   | |
| 朝顔図屏風                     |      | 紙本金地著色               | 六曲一双   | 178.2x379.8（各）        | メトロポリタン美術館                 |                      | 各隻に「菁々其一」                             | 各隻に「為三堂」朱文円印                                          | こちらも松澤家伝来 |
| Reeds and Cranes（左隻・右隻） |      | 絹本金地著色               | 六曲一双   |                          | デトロイト美術館                     |                      | 各隻に「菁々其一」                             | 各隻に「祝琳斎」朱文円印                                          | |
| 菊図屏風                       |      | 絹本著色                   | 二曲一隻   | 66x165.1                 | ボストン美術館                       |                      | 「菁々其一」                                   |                                                                   | |
| 群鶴図屏風                     |      | 紙本金地著色               | ニ曲一双   |                          | エツコ＆ジョー・プライスコレクション |                      |                                                |                                                                   | |
| 聖観音図                       |      | 絹本著色                   | 1幅        | 100.97x47.31             | ミネアポリス美術館                   |                      |                                                |                                                                   | |
| 吉原・品川図                   |      | 絹本著色                   | 双幅       |                          | インディアナポリス美術館             |                      | 「菁々其一」                                   |                                                                   | バーク・コレクション旧蔵 |
| 三十六歌仙図                   |      | 絹本著色                   | 1幅        | 158.0x81.1               | 大英博物館                           |                      | 「菁々其一」                                   | 「祝琳斎」朱文方印                                                | |
| 三十六歌仙図                   |      | 絹本著色                   | 1幅        | 190.0x70.3（描表装含む） | 出光美術館                           | 1845年（弘化2年3月） | 「菁々其一」                                   | 「祝琳」朱文方印                                                  | |
| 神功皇后伝図絵馬               |      | 板地金地著色               | 絵馬1面    | 135.0x165.5              | 行田八幡神社                         | 1845年（弘化2年）    | 「其一元長鈴木」                               | 「必庵図書」朱文長方印                                            | 行田市指定文化財。奉納した原口長兵衛は、忍藩の『松平忠国分限帳』に「御勝手御用達町年寄格」との記載があり、其一のパトロンの一人か。 |
| 翁面図絵馬                     |      |                            |            |                          | 成田山新勝寺                         | 1851年（嘉永4年）    |                                                |                                                                   | |
| 四季花鳥図屏風                 |      | 紙本金地著色               | 六曲一双   | 154.7x341.2（各）        | 東京黎明アートルーム                 | 1854年（嘉永7年）    | 右隻「菁々其一」 左隻「嘉永甲寅初秋 菁々其一」 | 右隻「為三堂」朱文瓢印 左隻「為三堂」朱文瓢印・「其弌」朱文楕円印 | |

## 関連作品
小説
『画狂其一』梓澤要、NHK出版、2017年